# Walter C. Short

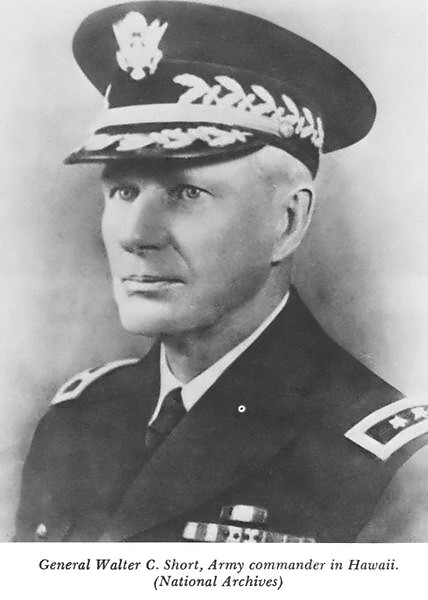

Walter Campbell Short (* 30. März 1880 in Fillmore, Illinois; † 9. März 1949 in Dallas, Texas) war Generalleutnant der United States Army und Befehlshaber der Armeestreitkräfte auf Hawaii während des Angriffs auf Pearl Harbor.

## Leben
Im Alter von 21 Jahren trat Walter Short 1902 in die US-Armee ein. Als Absolvent der University of Illinois erhielt er ein Offizierspatent als Leutnant. Er diente in verschiedenen Garnisonen sowie auf den Philippinen und nahm 1916 an der Pancho-Villa-Expedition unter General John J. Pershing teil, einer erfolglosen Strafexpedition gegen Pancho Villa in Mexiko. Nach dem amerikanischen Eintritt in den Ersten Weltkrieg 1917 hatte er ausschließlich Stabs- und Ausbildungsposten in Frankreich inne, den Krieg beendete er als stellvertretender Chef des Generalstabes der 3. US-Armee, welche Teile des Rheinlands besetzte.
Zwischen 1920 und 1940 hatte er zahlreiche Stabs- und Kommandoposten inne, absolvierte mehrere Lehrgänge an Kriegsakademien und stieg in den Rang eines Brigadegenerals auf. Bei den Manövern der US-Armee im Jahr 1940 war Short Kommandeur eines Armeekorps und wurde schließlich zum Generalmajor befördert, damals der höchste Rang, den US-Offiziere in Friedenszeiten erreichen konnten.
Im Februar 1941 übertrug man Short das Kommando über den Heeresbezirk Hawaii (das Hawaiian Departement). Zu seinen Aufgaben gehörte die Verteidigung der Hawaii-Inseln gegen Land- und Luftangriffe, darunter auch der Hafen Pearl Harbor, der auf Oahu liegenden Hauptbasis der amerikanischen Pazifikflotte. Für sein Kommando erhielt er den Brevet-Rang eines Generalleutnants. Das Verleihen dieser temporären Ränge an die Inhaber hoher Kommandoposten war nötig, da das bestehende, bis zum 2-Sterne Generalmajor reichende US-Rangsystem für die Struktur der inzwischen stark vergrößerten US-Streitkräfte nicht mehr genügend Tiefe besaß.
Als Kommandeur der Armee scheint Short seine Aufgabe hauptsächlich in der Ausbildung der auf Hawaii stationierten Truppen gesehen zu haben. Im Gegensatz zum Befehlshaber der Pazifikflotte, Admiral Husband E. Kimmel, der einen japanischen Luftangriff auf Pearl Harbor als Eröffnungsschlag eines Krieges zumindest für möglich hielt, rechnete er nicht mit einem ernsthaften Angriff auf Hawaii. Am 27. November schickte der Chief of Naval Operations, Admiral Harold R. Stark, eine Kriegswarnung an alle Kommandeure im Pazifik, in der vor einem möglichen Krieg mit Japan gewarnt wurde. Da in der Nachricht auch vor möglichen japanischen Sabotageaktionen gewarnt wurde, Hawaii gleichzeitig aber nicht in der ebenfalls enthaltenen Liste wahrscheinlicher japanischer Angriffsziele stand, beschränkten sich Shorts Handlungen auf einige wenige Maßnahmen zur Sicherung gegen Sabotage. So ließ er sämtliche Flugzeuge der Armee von ihren standardmäßigen Parkpositionen an den Rändern der Flugplätze in die Mitte schieben, da man sie dort besser bewachen konnte. Die ihm zur Verfügung stehenden Flakgeschütze blieben zumeist in den Depots, die wenigen aufgestellten Batterien hatten keine Munition. Als die Japaner die Kampfhandlungen gegen die USA am 7. Dezember 1941 tatsächlich mit einem Überraschungsangriff auf Pearl Harbor begannen, wurden seine Streitkräfte vollständig überrascht. Die in der Mitte der Flugfelder eng zusammenstehenden Maschinen waren perfekte Ziele für die japanischen Bomber und bis die Flakgeschütze der Armee in Position gebracht waren, war der Angriff bereits vorbei.

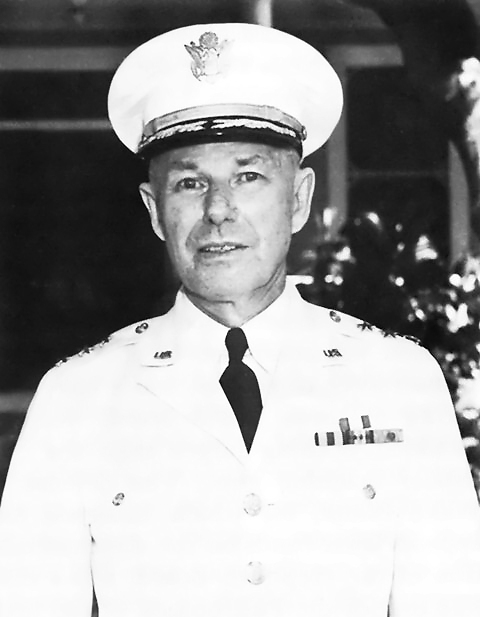
Walter C. Short kurz vor Kriegsausbruch

Zehn Tage nach dem Angriff wurde General Short durch General Delos Carleton Emmons abgelöst und erhielt kein neues Kommando. Eine Untersuchungskommission unter dem Vorsitz des Verfassungsrichters Owen Roberts erklärte in ihrem Bericht ihn und Admiral Kimmel zu den Hauptverantwortlichen für die Niederlage und warf ihnen Pflichtvernachlässigung vor. Weitere Untersuchungskommissionen, die bis 1946 den Angriff untersuchten, ließen diesen Vorwurf fallen und machten auch die amerikanische Armeeführung um Admiral Stark und Shorts Vorgesetzten, den Generalstabschef der Armee General George C. Marshall, für die gelungene Überraschung und die mangelnde Kampfbereitschaft der Truppen mitverantwortlich, da diese nicht alle vorhandenen Informationen, die sie über die japanischen Absichten hatten, an die Abschnittskommandeure im Pazifik weitergeleitet hatten. Es blieb jedoch bei dem Vorwurf, Short habe die Warnungen vor einem Krieg mit Japan nicht ernst genug genommen und untaugliche Maßnahmen ergriffen.
Durch seine Ablösung wieder in den regulären Rang eines Generalmajors zurückgefallen, ließ sich Short 1942 in den Ruhestand versetzen und arbeitete von da an für die Ford Motor Company. Bis zu seinem Tod 1949 kämpfte er um die Wiederherstellung seines Rufs, er wird jedoch bis heute vielfach als Sündenbock für die Ereignisse von Pearl Harbor angesehen.
Am 25. Mai 1999 verabschiedete der US-Senat mit 52:47 Stimmen eine Resolution, die Walter Short ebenso wie Admiral Kimmel von allen Vorwürfen freisprach und sie posthum in den 4-Sterne-Rang erhob, den alle anderen ranghöheren amerikanischen Offiziere des Zweiten Weltkrieges spätestens bei ihrem Ausscheiden aus den Streitkräften erhalten hatten. Allerdings haben weder der damalige Präsident Bill Clinton noch einer seiner Nachfolger die Resolution umgesetzt.